# La mia signora
La mia signora és una pel·lícula col·lectiva italiana de 1964 dirigida per Tinto Brass, Mauro Bolognini i Luigi Comencini compost de cinc episodis, tots ells protagonitzats per Alberto Sordi i Silvana Mangano.

## Trama

### Ep. 1: L'uccellino
Director: Tinto Brass - Tema i guió: Rodolfo Sonego i Alberto Bevilacqua
Una dona té un afecte maníac pel seu canari i el vicia més enllà de tots els límits. El marit, veient-se totalment ignorat i exasperat per aquesta situació, estudia un pla refinat per matar l'ocell disparant-li des de lluny. La dona segueix comprant ocells i el marit matant-los, fins que decideix fer servir l'escopeta per desfer-se de la seva dona.

### Ep. 2: Eritrea
Director: Luigi Comencini - Tema: Luigi Comencini i Marcello Fondato 

Guió: Marcello Fondato
L'arribista ing. Sartoletti ho fa tot per congraciar-se amb un poderós honorable, però no vol ajudar-lo fins que canvia d'actitud veient una prostituta, Eritrea (a qui Sartoletti havia conegut per casualitat), i creient-la la seva dona. L'enginyer proposa a Eritrea de fer-se passar per la seva dona, amb la intenció d'empènyer-la a dormir amb el polític. La proposta sembla desaparèixer per la ingenuïtat d'Eritrea, però aleshores té èxit; la dona, després d'haver après a freqüentar l'alta societat, acaba casada amb un home ric i molt més gran que ella.

### Ep. 3: I miei cari
Director: Mauro Bolognini - Tema extret d'un conte de Goffredo Parise 

Guió: Rodolfo Sonego
Un jove està malalt, tant és així que ha de passar una bona estona a l'hospital. Els seus familiars que el visiten (dona, fill i sogra), en comptes de consolar-lo, el mortifiquen perquè, segons ells, en estar malalt no podia assumir les seves responsabilitats de pare de família.

### Ep. 4: Luciana
Director: Mauro Bolognini - Tema i guió: Rodolfo Sonego
Giovanni i Luciana es troben per casualitat al restaurant de l'aeroport de Roma-Fiumicino: tots dos acompanyen els seus respectius cònjuges que surten en el mateix vol intercontinental. Tots dos han contret un matrimoni d'interès i després ho lamenten: el marit de la Luciana és un industrial ancià i de carácter esquerp, la dona de Giovanni és una dona masculina, vulgar i autoritària. Quan s'anuncia una avaria del tren d'aterratge de l'avió en què van enlairar els dos, Giovanni i Luciana s'adonen que es troben en la mateixa situació (cadascun d'ells heretaria una suma molt important en cas de viduïtat), es coneixen i descobreixen una forta entesa que els portarà a consumar una relació clandestina, esperant un possible aterratge d'emergència però en realitat amb l'esperança secreta d'una desgràcia. L'avió, però, aconsegueix aterrar i tot torna com abans.

### Ep. 5: L'automobile
Director: Tinto Brass - Tema i guió: Rodolfo Sonego
Un home acudeix a la comissaria per denunciar el robatori del seu Jaguar, que és agredit morbosament. La dona, cridada a declarar, declara que va agafar el cotxe per anar clandestinament a visitar un jove gairebé desconegut i que va deixar el vehicle desatès durant la seva reunió íntima. El seu marit no parpelleja davant la seva traïció i només es preocupa pel Jaguar: quan el troba es lliura a escenes d'alegria indescriptibles, a les quals la dona reacciona amb una forta bufetada.

## Repartiment
A la pel·lícula apareixen, en dos papers secundaris força substancials, dos "rostres", descoberts ja d'edat avançada per Federico Fellini: Mario Conocchia (intèrpret, entre d'altres, de 8½, 1963, i Giulietta dels esperits, 1965 i pare de l'actriu de veu Luisella Visconti, que va morir prematurament el 1967) i Maria Tedeschi, una de les característiques més longeves del cinema italià.

També cal destacar la presència d'Elena Fabrizi, aleshores encara no coneguda pel gran públic com la Sora Lella, en el paper d'una simpàtica i corpulenta infermera monja.
L'episodi Eritrea, dirigit per Comencini, fou refet posteriorment per Sergio Corbucci com a Rimini Rimini (1987).